# Kirsten Cooke
Kirsten Cooke je britanska glumica. Cooke je najpoznatija po ulozi Michelle Dubois u seriji 'Allo 'Allo!. 

## Vanjske poveznice
- Kirsten Cooke u internetskoj bazi filmova IMDb-u (engl.)